# Lyreus caneparii
Lyreus caneparii is een keversoort uit de familie somberkevers (Zopheridae). De wetenschappelijke naam van de soort werd in 2003 gepubliceerd door Magrini, Fancello & Hernando.